# Velibor Đurić
Velibor Đurić (ur. 5 maja 1982 we Vlasenicy) – bośniacki piłkarz grający na pozycji środkowego pomocnika. Od 2016 zawodnik drużyny Radnik Bijeljina.

## Życiorys
Đurić jest wychowankiem bośniackiego zespołu FK Slavija. Sezon 2004/2005 spędził w FK Glasinac, natomiast przez kolejne 4 lata występował w Zrinjski Mostar. W sezonie 2007/2008 zagrał w barwach tego klubu w Pucharze UEFA w jednym meczu – było to rewanżowe II rundy eliminacyjnej z macedońskim zespołem Rabotnički Skopje (1:2), po którym zespół z Bośni odpadł z rozgrywek.
W sezonie 2008/2009 Đurić znów zagrał w rozgrywkach Pucharu UEFA. W I rundzie eliminacyjnej Zrinjski wyeliminował FC Vaduz z Liechtensteinu (2:1, 3:0), w II odpadł po dwumeczu z portugalskim Sportingiem Braga (0:1, 0:2). W rozgrywkach ligowych Zrinjski zdobył natomiast mistrzostwo kraju. Łącznie w jego barwach Đurić rozegrał 104 spotkania ligowe i strzelił 18 bramek.
6 lipca 2009 podpisał 3-letni kontrakt z Widzewem. W jego barwach zadebiutował 2 sierpnia w meczu I ligi z Górnikiem Łęczna (2:0). Z łódzkim klubem wywalczył awans do Ekstraklasy. W najwyższej klasie rozgrywek w Polsce zadebiutował 7 sierpnia 2010 w meczu z Lechem Poznań (1:1). Pierwszą bramkę w barwach Widzewa zdobył 27 listopada 2010 w meczu z Górnikiem Zabrze (4:0). W lipcu 2011 rozwiązał z łódzkim klubem kontrakt za porozumieniem stron. Dla Widzewa rozegrał łącznie 23 mecze (21 ligowych i 2 w Pucharze Polski).
22 lipca Đurić podpisał 2-letni kontrakt z zespołem FK Olimpik.

## Kariera piłkarska
| Sezon   | Klub             | Kraj                 | Rozgrywki     | Mecze | Bramki |
| ------- | ---------------- | -------------------- | ------------- | ----- | ------ |
| 2004/05 | FK Glasinac      | Bośnia i Hercegowina | Prva Liga     | ?     | ?      |
| 2005/06 | Zrinjski Mostar  | Bośnia i Hercegowina | Premijer Liga | 28    | 5      |
| 2006/07 | Zrinjski Mostar  | Bośnia i Hercegowina | Premijer Liga | 29    | 3      |
| 2007/08 | Zrinjski Mostar  | Bośnia i Hercegowina | Premijer Liga | 20    | 3      |
| 2008/09 | Zrinjski Mostar  | Bośnia i Hercegowina | Premijer Liga | 27    | 7      |
| 2009/10 | Widzew Łódź      | Polska               | I liga        | 8     | 0      |
| 2010/11 | Widzew Łódź      | Polska               | Ekstraklasa   | 13    | 1      |
| 2011/12 | FK Olimpik       | Bośnia i Hercegowina | Premijer Liga | 15    | 0      |
| 2012/13 | FK Olimpik       | Bośnia i Hercegowina | Premijer Liga | 10    | 1      |
| 2012/13 | Zrinjski Mostar  | Bośnia i Hercegowina | Premijer Liga | 9     | 0      |
| 2013/14 | Zrinjski Mostar  | Bośnia i Hercegowina | Premijer Liga | 22    | 2      |
| 2014/15 | Zrinjski Mostar  | Bośnia i Hercegowina | Premijer Liga | 25    | 1      |
| 2012/13 | NK Vitez         | Bośnia i Hercegowina | Premijer Liga | 27    | 7      |
| 2016/17 | Radnik Bijeljina | Bośnia i Hercegowina | Premijer Liga | 30    | 4      |
| 2017/18 | Radnik Bijeljina | Bośnia i Hercegowina | Premijer Liga | 30    | 5      |

## Kariera reprezentacyjna
Đurić ma w swoim dorobku 1 mecz rozegrany w kadrze narodowej Bośni i Hercegowiny. Było to spotkanie z Uzbekistanem 1 czerwca 2009 (0:0).